# جاغان ناث آزاد
جاغان ناث آزاد (بالأردوية:   جگن ناتھ آزاد)‏, (بالهندية:  जगन नाथ आज़ाद)‏ (5 ديسمبر 1918 - 24 يوليو 2004) كان شاعراً وكاتباً وأكاديمياً أوردي. كتب أكثر من 70 كتاباً، بما في ذلك المجموعات الشعرية، والقصائد، والسير الذاتية، وأدب السفر.
كان مشرفاً خلال حياته على فلسفة وأعمال محمد إقبال. شغل منصب رئيس إدارة إقبال التذكارية لمدة خمس سنوات (1981-85).
تم انتخاب آزاد نائباً لرئيس أنجمن ترقي أردو (هيئة وطنية للنهوض باللغة الأردية تحت إشراف وزارة تنمية الموارد البشرية) في عام 1989 كما اُنتخب رئيساً لنفس الهيئة في عام 1993، وظل في هذا المنصب حتى وفاته.
كان يكتب في مكتبه قبل خمسة عشر يوماً من وفاته - بسبب السرطان ومرض قصير - في مركز أبحاث راجيف غاندي للسرطان في نيودلهي، الهند في 24 يوليو 2004، عن عمر 84 عاماً وترك وراءه زوجة وخمسة أطفال.

## وصلات خارجية
- الموقع الرسمي
- Jagan Nath Azad on Kavita Kosh نسخة محفوظة 23 أبريل 2009 على موقع واي باك مشين.
- Tribute: Jagan Nath Azad – some reminiscences